# ミンティア

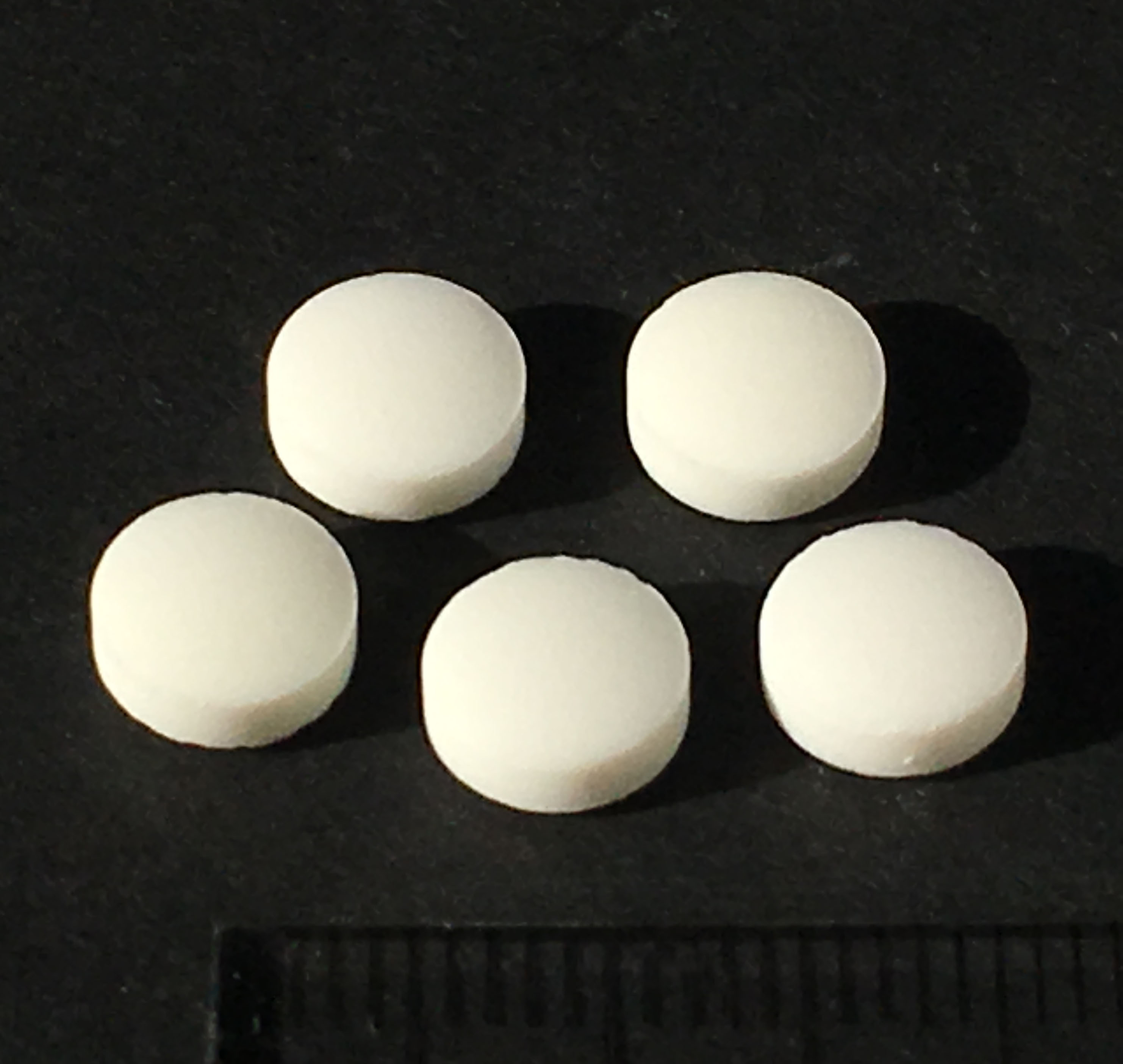

ミンティア (MINTIA) は、アサヒグループ食品株式会社が販売している清涼菓子の名称。2016年には売上個数・金額で国内シェアNo.1であった。
元々は株式会社ポーラ化粧品本舗（現・ポーラ）の食品事業子会社であるポーラフーズ株式会社が販売していたが、アサヒグループ食品の前身であるアサヒビール薬品株式会社が2002年3月31日付でポーラフーズの全株式を取得して完全子会社化し、販売権を獲得した。その後、アサヒビール食品との合併で発足したアサヒフードアンドヘルスケアが2003年1月1日付でポーラフーズを吸収合併。さらにアサヒグループの食品事業再編に伴い2015年7月に中間持株会社「アサヒグループ食品」を設立、翌2016年1月に製造以外の全業務をアサヒグループ食品に移管、2017年7月には製造子会社として存続していたアサヒフードアンドヘルスケアもアサヒグループ食品に吸収合併され、現在に至っている。

## 概要
フルーツやミント系の風味があるタブレット（錠菓）で、レギュラーサイズの内容量は50粒（7グラム）。直径は6〜7ミリメートル程度で、カードタイプの薄いプラスチック製の容器 (PP) に入っている。シュガーレスが特徴である。
定番のミントフレーバーのほか、プラムやレモンライム味など別のフレーバーや果汁を合わせたバリエーションが期間を限って発売されている。
レギュラーサイズのほか、2013年には50粒（50グラム）のボトルサイズ、2014年には30粒（22グラム）のブリーズサイズ、2016年には25粒（25グラム）のEXサイズが発売されている。
定番のミントフレーバーの中でも「ドライハード」は刺激の強いミント味が特徴で、実際にカフェインが配合しているほかミントカプセルも入っている。
2003年には、アパタイトを含んだ健康食品志向のものも発売された。
ミンティアのレギュラーサイズを収納するケース「ミンティアケース」、ブリーズサイズを収納する「ミンティアブリーズケース」も存在する。mixcinaが製作する革製レザーケースは、製造・販売元であるアサヒグループ食品公認の製品である。他にもいくつかのメーカーから製品化されている。

## 主なキャンペーン
「MINTIAガールズ」というキャンペーンガール集団もおり、白と青のコスチュームを着たガールズ達が各種イベントやキャンペーンを行う。ガールズはミンティアのパッケージを模したプラカード（コスチュームカラーと同じ「MINTIAワイルド&クール」が多いが、青木さやかだけはコスチューム、プラカードともに「MINTIAドライハード」を用いるケースが多い。また、新商品CMおよびキャンペーンでは専用の衣装とプラカードを用いる）を掲げ、格闘技のラウンドガールのようにねり歩くのがキャンペーンの基本パターン。この中ではお笑い芸人のビビる大木が女装してリーダーを務めており、テレビコマーシャルでも見られる。2007年4月21日から5月20日まで、「MINTIA JAPAN TOUR 2007」を行った。これは都市部で大規模な広告活動を行ったもので、ラッピングバスや街頭での広告、サンプルの配布などが実施された。期間中は渋谷を中心として、MINTIAガールズによる卓球選手権やレシーブ選手権、空中バタ足選手権などが行われ、会場には渋谷109やパルコが選ばれた。キャンペーンは東京都のほかにも、札幌市から福岡市まで日本全国の各都市で行われている。2010年からは47都道府県から選抜した47人のMINTIAGIRLSが誕生。
2012年から2014年、サッカー日本代表MF本田圭佑をCMキャラクターとして起用した。
2016年には、ミンティア20周年記念のキャンペーンをweb上で展開し、オリジナルのミンティアケースを懸賞として配布した。

## 種類一覧

### 現在販売中のフレーバー
ミンティアシリーズ
- ミンティア ワイルド＆クール 1997年3月発売（1998年3月、2001年3月、2012年3月、2019年3月、2022年2月リニューアル発売）
- ミンティア ドライハード 1997年3月発売（2001年3月、2012年3月、2019年3月、2022年2月リニューアル発売）
- ミンティア アクアスパーク  2006年5月発売（2010年4月リニューアル発売）
- ミンティア コールドスマッシュ 2009年3月発売（2019年3月、2022年2月リニューアル発売）
- ミンティア カテキンミント 2010年3月発売（2015年3月、2016年3月、2022年2月リニューアル発売）
- ミンティア グレープ 2010年8月発売（2015年8月リニューアル発売）
- カルピス×ミンティア 2013年3月発売、（2015年3月、2016年2月リニューアル発売）
- ミンティア +MASK ペパーミント 2021年3月1日発売（2021年10月4日リニューアル発売）
- ミンティア +MASK シトラスミント 2021年3月1日発売（2021年10月4日リニューアル発売）
- ミンティア ゴールデンキウイ 2022年3月7日発売
- ミンティア リーフミント 2022年3月7日発売
- ミンティア クリームソーダ 2023年3月6日発売
- ミンティア プリン 2023年3月6日発売

ミンティアブリーズシリーズ
- ミンティアブリーズ リフレッシュブルー 2014年2月発売
- ミンティアブリーズ シャイニーピンク 2015年2月発売
- ミンティアブリーズ クリスタルシルバー 2016年4月発売
- ミンティアブリーズ クリアプラスマイルド 2019年9月30日発売
- ミンティアブリーズ +MASK レモンライムミント 2021年10月4日発売
- ミンティアブリーズ エアーグリーン 2022年4月4日発売
- ミンティアブリーズ フレッシュグレープ 2019年4月8日発売
- ミンティアブリーズ フレッシュレモン 2019年4月8日発売
- ミンティアブリーズ フレッシュピーチ 2020年9月28日発売
- ミンティアブリーズ スパークリングマスカット  2021年11月8日発売
- ミンティアブリーズ リフレッシュブルー（ボトル） 2021年3月15日発売
- ミンティアブリーズ シャイニーピンク（ボトル） 2021年3月15日発売
- ミンティアブリーズ フレッシュグレープ（ボトル）

ミンティアエクスケアシリーズ
- ミンティアエクスケア アセロラ 2021年3月1日発売
- ミンティアエクスケア アブルーベリー 2021年3月1日発売
- ミンティアエクスケア デンタルプラス ペパーミント 2021年8月30日発売

ミンティアプラスボイスシリーズ
- ミンティア+VOiCE レモンジンジャー 2022年10月17日発売（2023年9月25日リニューアル発売）

ミンティアメガシリーズ
- ミンティアメガハード（ボトル） 2013年3月発売
- ミンティアメガコールド（ボトル）

### 過去に販売されていたフレーバー
※小売店によっては在庫が残っており、販売が継続されている場合がある。
- ミンティア ペパーミント 1996年8月発売
- ミンティア カシス&ミント 1996年8月発売
- ミンティア ソルダムミント 1997年8月発売（2000年9月リニューアル発売）
- ミンティア ミックスベリーミント 1998年3月発売
- ミンティア ライチミント 1998年8月発売
- ミンティア グリーンアップルミント 1999年3月発売
- ミンティア アクアブルーミント 1999年6月発売
- ミンティア ネーブルミント 1999年9月発売
- ミンティア チョコミント 1999年11月発売
- ミンティア ピーチミント 2000年3月発売
- ミンティア ウメミント 2000年10月発売
- ミンティア スターホワイトミント 2000年11月発売
- ミンティア ベリーブレンド 2001年3月発売
- ミンティア フォレストグリーンミント 2001年5月発売
- ミンティア グレープブレンド 2001年8月発売
- ミンティア ライムインミント 2001年11月発売（2002年12月、2003年11月リニューアル発売）
- ミンティア アクアスカッシュ 2002年5月（2003年5月リニューアル発売）
- ミンティア ナチュラルグリーン
- ミンティア グレープフルーツ  2003年3月発売
- ミンティアPLUS ハイドロキシアパタイト スペアミント  2003年3月発売
- ミンティアPLUS ハイドロキシアパタイト ナチュラルグリーン  2003年3月発売
- ミンティアPLUS ハイドロキシアパタイト フルーツティーミント  2003年8月発売
- ミンティア ベイビーストロベリー  2003年8月発売
- ミンティア フレッシュピーチ  2004年3月発売
- ミンティア ディープグリーン  2004年6月発売
- ミンティア オレンジ&マンゴー  2004年8月発売
- ミンティア ジャスミンティミント  2004年9月発売
- ミンティア レモンライムミント  2004年12月発売（2011年1月、2011年11月、2013年3月、2015年3月リニューアル発売）
- ミンティア Wグレープフルーツ  2005年3月発売
- ミンティア モーニングエアー  2005年3月発売
- ミンティア リフレッシュアップル  2005年8月発売
- ミンティア 花咲くチェリー  2006年1月販売
- ミンティア モーニングスペア  2006年3月販売
- ミンティア シャープエバー  2007年3月発売（2010年3月リニューアル発売）
- ミンティア プラムカクテル  2007年3月発売
- ミンティア グレープカクテル  2007年8月発売
- ミンティア マンゴーカクテル  2008年3月発売
- ミンティア プレミアムカシスオレンジ
- ミンティア ゆずカクテル  2008年8月発売
- ミンティア ミラクルチェリー  2008年12月初登場、毎春期間限定販売
- ミンティア リッチグレープカクテル  2008年8月発売
- ミンティア グレープ&グレープ 2009年8月発売
- ミンティア ピーチ&ピーチ  2009年3月発売（2010年3月リニューアル発売）
- ミンティア アップルカクテル  2009年9月発売
- ミンティア コーラシャウト 2010年4月発売
- ミンティア レモンカクテル 2010年4月発売
- ミンティア パインカクテル 2010年6月発売
- ミンティア グレープ 2010年8月発売
- ミンティア ピーチ 2010年8月発売
- ミンティア フルーツティーミント 2010年10月発売（ファミリーマート限定販売）
- ミンティア ブルーベリーヨーグルト 2010年12月発売
- ミンティア リラックスシャワー 2011年3月発売
- ミンティア リッチグレープ 2011年3月発売（2012年3月リニューアル発売）
- ミンティア リッチピーチ 2011年3月発売（2011年8月リニューアル発売）
- ミンティア リッチレモン 2011年3月発売
- ミンティア 夏のパワフルウメ 2011年6月発売
- ミンティア リッチミカン 2011年8月発売
- ミンティア ハニージンジャー 2011年10月発売
- ミンティア リッチミックス 2012年3月発売
- ミンティア リッチグレープフルーツ 2012年3月発売
- ミンティア クールマスカットミント 2012年3月発売
- ミンティア レモンジンジャー 2012年4月発売
- ミンティア もも 2012年6月発売（東京スカイツリー限定販売）
- ミンティア ぶどう 2012年6月発売（東京スカイツリー限定販売）
- ミンティア グリーンティーミント 2012年6月発売（東京スカイツリー限定販売）
- ミンティア 塩ウメ 2012年6月発売
- ミンティア ジューシーネーブル 2012年8月発売
- ミンティア ジューシーグレープ  2012年8月発売
- ミンティア ジャスミンティーミント 2012年8月発売
- ミンティア カシスオレンジ 2012年10月発売
- ミンティア ミラクルパンチ 2012年12月発売
- ミンティア グリーンエバー 2013年3月発売（2015年3月リニューアル発売）
- ミンティア イタリアンレモン 2013年4月発売
- ミンティア イタリアングレープ 2013年4月発売
- ミンティア ピーチクーラー 2013年6月発売
- ミンティア メガクリア 2013年8月発売（ボトル）
- ミンティア イタリアングレープ 2013年4月発売（2013年8月リニューアル発売）
- ミンティア イタリアンブラッドオレンジ 2013年8月発売
- ミンティア カシスミント  2013年9月発売
- ミンティア レモネード 2013年10月発売
- ミンティア アップルフィズ 2013年11月発売
- ミンティア ハッピーチェリー 2013年12月発売
- ミンティアブリーズ リラックスグリーン 2014年2月発売（2016年4月リニューアル発売）
- ミンティア 白桃ピーチ 2014年3月発売
- ミンティア 巨峰グレープ 2014年3月発売
- ミンティア フルーツサンバ 2014年6月発売
- ミンティア ブラッドオレンジ 2014年8月発売
- ミンティア ゴールデンアップル 2014年8月発売
- ミンティア ライムモヒート 2014年9月発売
- ミンティア マスカットフィズ 2014年11月発売
- ミンティア クラッシュ＆クール梨 2015年6月、期間限定販売
- ミンティア ミックスシトラスフィズ 2015年9月発売
- ミンティア ミックスベリーフィズ 2015年11月発売
- ミンティア 黄金桃 2015年12月、期間限定販売
- ミンティア ピーチレモンソルベ 2016年3月発売* ミンティアブリーズ クリアプラスシャープ 2019年9月30日発売

## 主なCM出演者
- ビビる大木
- 青木さやか（2008年）
- 本田圭佑（2012年 - 2014年）
- 北川景子（2015年 - ）[2]
- 綾野剛（2015年 - ）[2]
- 高嶋香帆（2015年 - ）「マネすんなよ」篇、綾野剛の相手役。
- ムロツヨシ
- 満島真之介
- 松岡茉優
- 堀田真由
- 千葉雄大（2020年 - 2021年）
- 福士蒼汰（2021年 - 2022年）
- 本田翼（2021年 - 2022年）
- Snow Man（2022年 - 2023年）[3]
- 池田エライザ（2024年）
- 浜野謙太（2025年 - ）

### MINTIAガールズ(2007)
- ビビる大木
- 桃瀬ツカサ
- 桝井美沙
- 西村美咲
- 大塚莉奈
- 奈良恭仁子
- 池田早紀
- はるの
- 相沢真紀
- 川島衣里加
- 猪野楓（SUETI presents ミス&ミスターコンテスト2009ファイナリスト）。
- 猪野栞
- 宮田真帆
- 青木さやか（2008年）
- 小泉みゆき

### 過去に活動していたMINTIAガールズ
成海亜紀　など。